# Vaillancourt Fountain
La Vaillancourt Fountain es una gran fuente situada en la plaza Justin Herman en San Francisco, California al oeste de los Estados Unidos diseñada por el artista quebequense Armand Vaillancourt en 1971. Se eleva unos 12 m de altura y está construida con tubos cuadrados de hormigón prefabricado. Considerada durante mucho tiempo controvertida debido a su marcado, aspecto modernista, se han realizado varias propuestas fracasadas de demoler la fuente en los últimos años. Fue el sitio donde se produjo un concierto gratuito de U2 en 1987, cuando el cantante Bono pintó con aerosol un grafiti en la fuente y fue a la vez alabado y criticado por la acción.
La fuente está situada en un lugar muy visible en el centro de San Francisco frente al mar, en la plaza Justin Herman, donde se reúne la calle Market con el Embarcadero. 